# 봄날은 간다 (백설희의 노래)
〈봄날은 간다〉는 1954년 대구 유니버설레코드사에서 가수 백설희가 발표한 대중가요이다. 손로원이 작사하고 박시춘이 작곡했으며, 한국전쟁 시절 너무 환해서 더욱 슬픈 봄날의 역설이 전쟁에 시달린 사람들의 한 맺힌 내면 풍경을 보여줬기에 이내 공감을 샀던 노래로 평가받았다.
이 노래는 이미자, 배호, 조용필, 나훈아, 장사익, 한영애 등 여러 가수들이 리메이크하기도 했었다.

## 같이 보기
- 백설희